# Daniël Rooijackers
Daniël Rooijackers (Den Haag, 1957) is een Nederlands televisieregisseur. Hij groeide op in een kunstenaarsgezin in Voorburg. Zijn vader werkte als beeldhouwer en zijn moeder als schilder.
Na de middelbare school ging hij naar de HBO om fotografie te gaan studeren. Al snel bleek dit niet wat hij wilde, waarna hij overstapte naar de Filmacademie in Amsterdam.
Na het behalen van zijn diploma regisseerde hij onder meer de televisieseries Spijkerhoek, Zeg 'ns Aaa en Eenmaal Andermaal.